# Tycho Mommsen
Pour les articles homonymes, voir Mommsen.
Carl Johannes Tycho Mommsen (né le 23 mai 1819 à Garding - mort le 30 novembre 1900 à Francfort-sur-le-Main) est un philologue et un directeur de lycée allemand.

## Biographie
Tycho Mommsen, fils du pasteur Jens Mommsen et de Sophie Elisabeth Krumbhaar, est le plus jeune frère de l'historien et Prix Nobel de littérature Theodor Mommsen. La famille s'installe en 1821 à Oldesloe. À partir de 1834, les deux frères fréquentent le Christianeum à Altona.
Par la suite, Tycho Mommsen fait ses études de philologie à l'Université Christian Albrecht de Kiel. En 1839, il fait la connaissance de Theodor Storm et tous les trois avec son frère Theodor, ils publient le Liederbuch dreier Freunde en 1843.
Après son mariage avec la fille d'avocat Franziska de Boor en avril 1849, il obtient un poste de professeur au Gymnasium de Husum. Pour des raisons politiques, il doit quitter la ville en 1850 et s'installe à Altona. À Pâques 1851, il est nommé professeur au Realgymnasium d'Eisenach.
Après avoir été recteur de l'école d'Oldenbourg, il est nommé directeur du lycée Lessing de Francfort de 1864 à 1886. Bernhard von Bülow est l'un de ses élèves. Il meurt le 3 décembre 1900 dans cette même ville. Sa tombe se trouve dans le cimetière principal de Francfort.

## Œuvres
- Pindaros, Kiel 1845
- Der Perkins-Shakespeare, Berlin 1854
- Die Kunst des Übersetzens aus neueren Sprachen, Oldenburg 1858
- Shakespeare, Romeo und Julia, Oldenburg 1859
- Bemerkungen über Pindar, Oldenburg 1863
- Bemerkungen zum Horaz, Frankfurt 1871